# 식후주

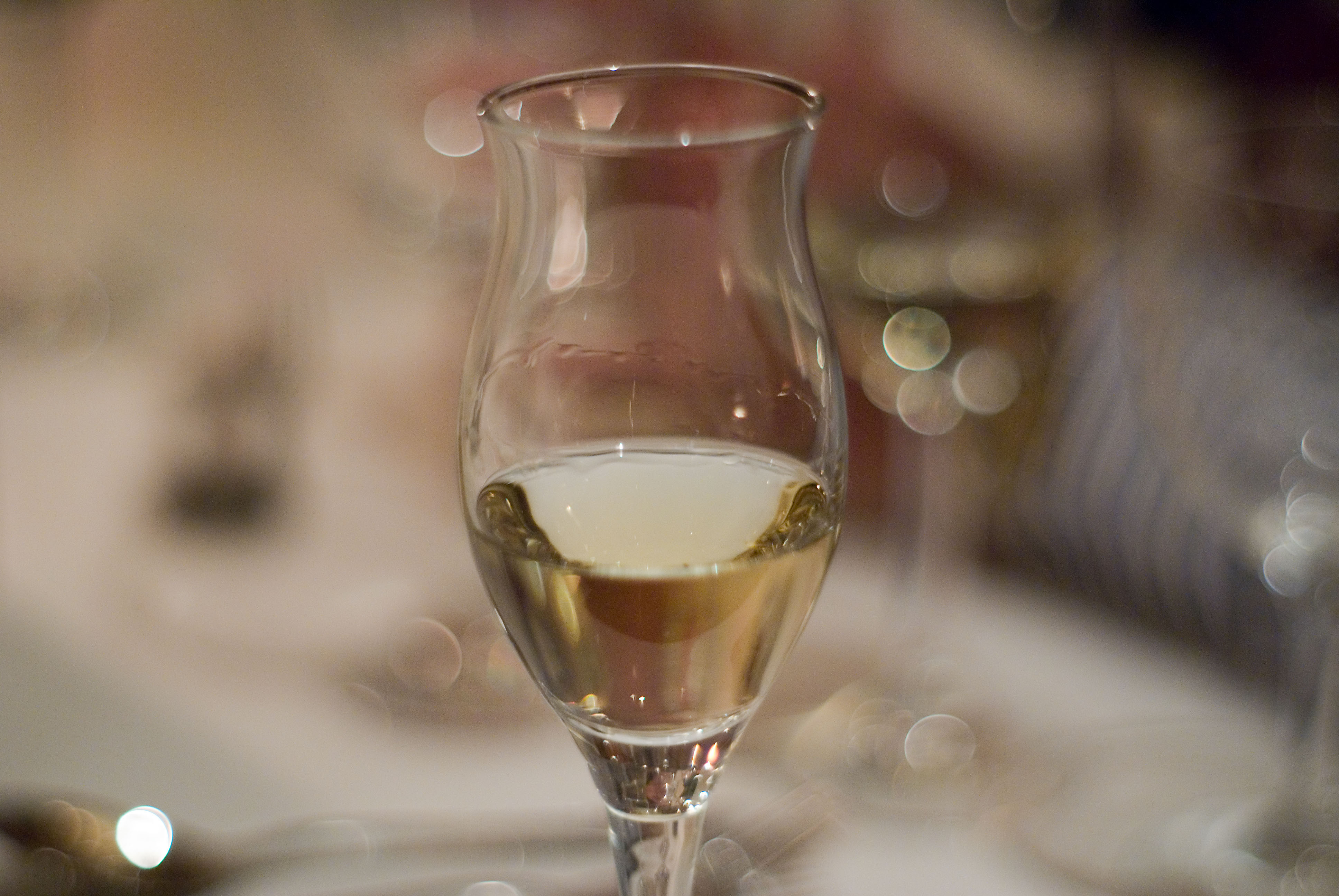

식후주(食後酒) 또는 디제스티프(프랑스어: digestif, IPA: [di.ʒɛs.tif])는 식사 후에 마시는 술이다. 소화를 도와주려는 목적을 가졌다.
식후주의 종류가 비터즈(bitters), 즉 쓴맛을 배합한 술일 경우에는 쓴 맛이 나거나 구풍제의 역할을 하는 허브를 첨가해 소화를 돕는다. 식후주는 식전주보다 더 알코올이 많이 첨가되 있으며 아마로나 브랜디, 그라파, 리몬첼로, 테킬라, 위스키 등이 해당될 수 있다.
일부 포도주(대개 강화 포도주, fortified wine)가 식후주로 사용되며 셰리주나 포트와인, 마데이라 종이 대표적이다.

## 같이 보기
- 반주
- 식전주